# Изложба слика (1960)
Изложба слика се одржала у периоду од 1. до 10. новембра 1960. године у Дому културе у Бања Луци.

## Излагачи
1. Радомир Антић
2. Тивадар Вањек
3. Владимир Величковић
4. Слободан Гарић
5. Ксенија Дивјак
6. Амалија Ђаковић
7. Заре Ђорђевић
8. Јарослав Кандић
9. Богомил Карлаварис
10. Марко Крсмановић
11. Мајда Курник
12. Драгутин Митриновић
13. Мирјана Михаћ
14. Саша Мишић
15. Добривоје Николић
16. Мирјана Пећинар Николић
17. Зоран Павловић
18. Татјана Пајевић
19. Милорад Пешић
20. Гордана Поповић
21. Божидар Продановић
22. Маријан Савиншек
23. Милица Стевановић
24. Татјана Тарновски
25. Војислав Тодорић
26. Стојан Трумић
27. Милорад Ћирић
28. Мила Џокић
29. Томислав Шебековић
30. Милена Шотра
31. Зуко Џумхур